# Argentine aux Jeux olympiques d'hiver de 1998
L'Argentine signe à Nagano sa quatorzième participation à des Jeux olympiques d'hiver. Sa délégation constituée de deux athlètes (un homme et une femme) est présente aux épreuves de ski alpin et de snowboard. Le pays repart du Japon sans médailles, comme à Lillehammer en 1994.

## Délégation
Le tableau suivant montre le nombre d'athlètes argentins dans chaque discipline :
| Sport     | Hommes | Femmes | Total |
| --------- | ------ | ------ | ----- |
| Ski Alpin | 0      | 1      | 1     |
| Snowboard | 1      | 0      | 1     |
| Total     | 1      | 1      | 2     |

## Résultat

### Ski alpin
Carola Calello, la seule femme de la délégation argentine, est également la seule représentante du ski alpin de son pays. Elle concourra dans l'intégralité des épreuves de sa discipline, obtenant son meilleur classement dans le combiné, pour lequel elle terminera 19e.
| Nom            | Discipline   | Manche 1        | Manche 2 | Total           | Total |
| Nom            | Discipline   | Temps           | Temps    | Temps           | Rang  |
| -------------- | ------------ | --------------- | -------- | --------------- | ----- |
| Carola Calello | Descente     |                 |          | 1 min 36 s 71   | 34    |
| Carola Calello | Super-G      |                 |          | 1 min 25 s 08   | 41    |
| Carola Calello | Slalom Géant | N'a pas terminé | –        | N'a pas terminé | –     |
| Carola Calello | Slalom       | 50 s 52         | 51 s 04  | 1 min 41 s 56   | 25    |

Combiné Femmes
| Nom            | Descente      | Slalom  | Slalom  | Total         | Total |
| Nom            | Temps         | Temps 1 | Temps 2 | Temps final   | Rang  |
| -------------- | ------------- | ------- | ------- | ------------- | ----- |
| Carola Calello | 1 min 35 s 09 | 39 s 98 | 38 s 70 | 2 min 53 s 77 | 19    |

### Snowboard
Mariano López représente le snowboard argentin aux Jeux olympiques d'hiver de 1998 dans la catégorie du slalom géant masculin. Il finira 21e à l'issue des deux manches.
Slalom géant masculin
| Nom           | Manche 1      | Manche 2      | Total         | Total |
| Nom           | Temps         | Temps         | Temps         | Rang  |
| ------------- | ------------- | ------------- | ------------- | ----- |
| Mariano López | 1 min 12 s 20 | 1 min 19 s 11 | 2 min 31 s 31 | 21    |